# Королевский дворец (Цетине)
Королевский дворец (черног. Краљевски дворац, Kraljevski dvorać), также дворец короля Николы (черног. дворац kраља Николе, dvorač kralja Nikole) — представительское здание в Цетине, столице Черногории, некогда дом короля Николы I.
На протяжении более чем 50 лет дворец был главной резиденцией черногорской королевской семьи.

## История
Здание было построено в 1863—1867 годах в типичном для Цетине стиле, но с некоторыми элементами неоклассицизма. Вначале дворец выглядел как обычный двухэтажный дом с террасой, но в 1871 году к нему пристроили еще два флигеля. В 1870 году на землях вокруг был разбит парк, в глубине которого был возведен гостевой домик.
Интерьеры были выполнены в стилях историзма, бидермайера и (позднее) модерна. Стены покрыты шелковой тканью и украшены картинами. Паркетный пол покрыт коврами, а потолки украшены гипсовыми консолями.
В 1926 году здесь открылся музей, позднее ставший филиалом Национального музея Черногории. В собрании представлены коллекции трофейного и парадного оружия, флагов, военных наград, портреты членов королевской семьи и представителей других правящих династий Европы. Также здесь есть библиотека, занимающая четыре зала, где насчитывается до 10 000 редких книг, включая ценные антикварные издания — фолианты с автографами и первые черногорские печатные издания. В холле музея выставлены королевские регалии Черногории.

## Галерея

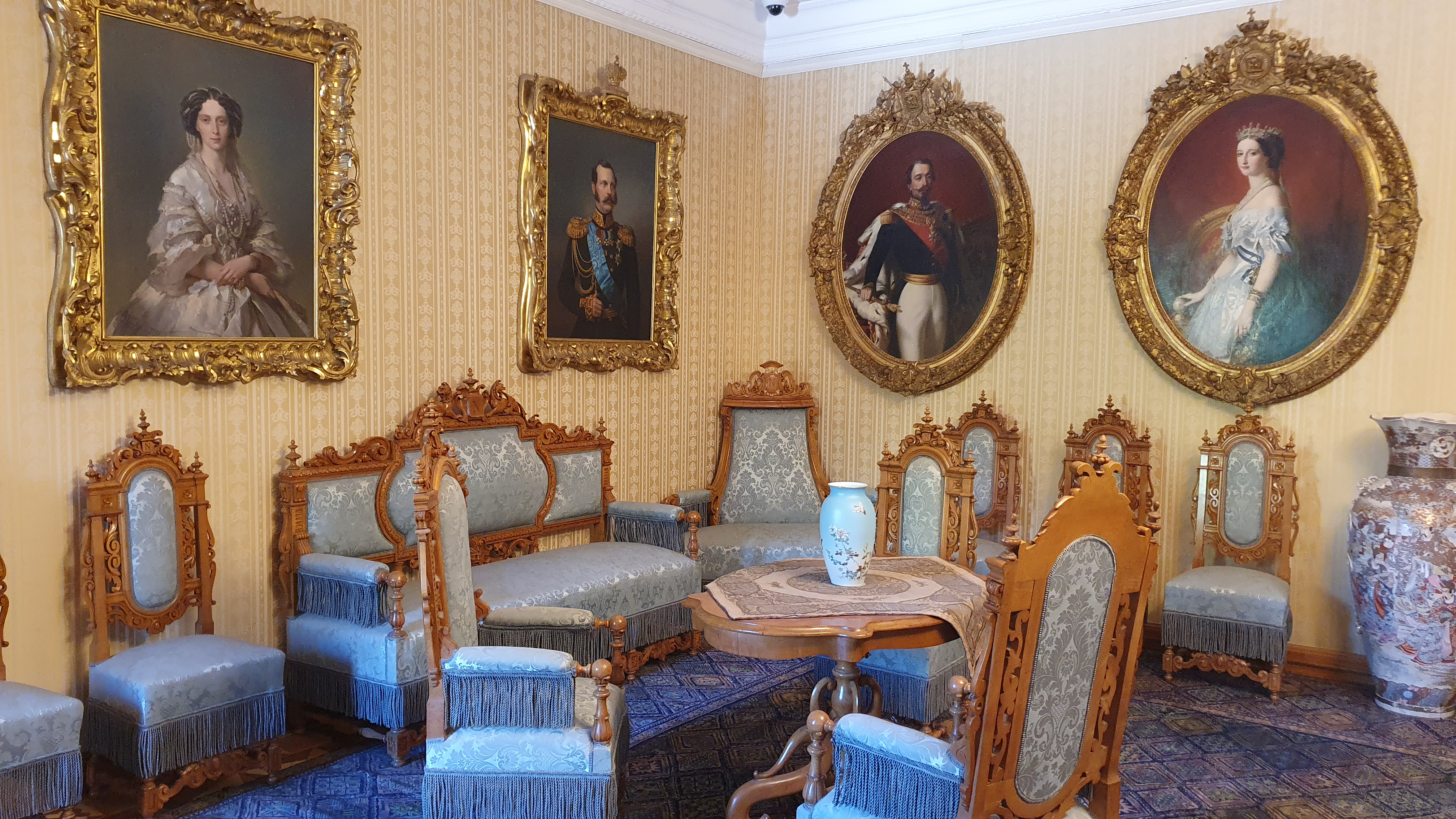
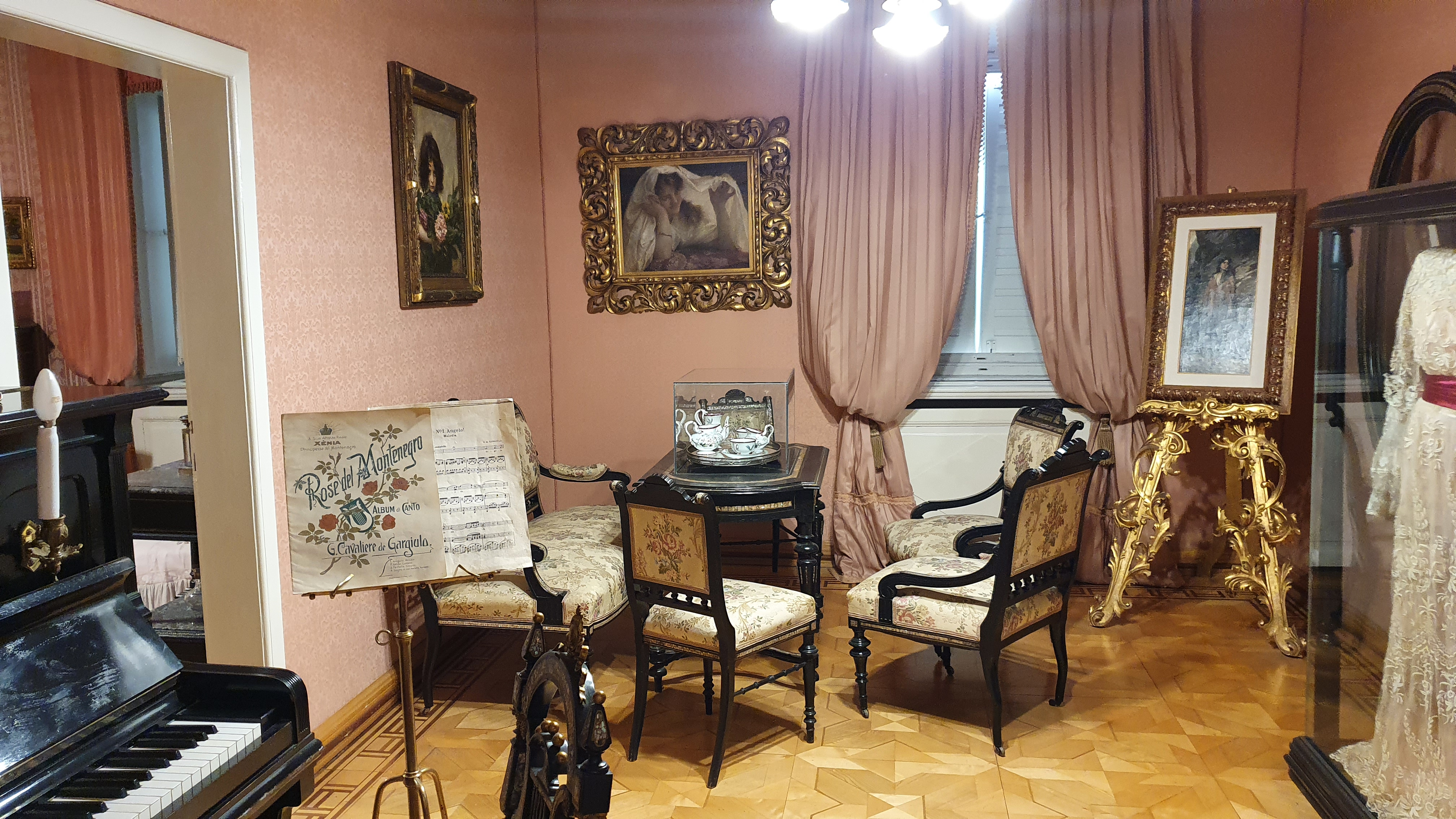
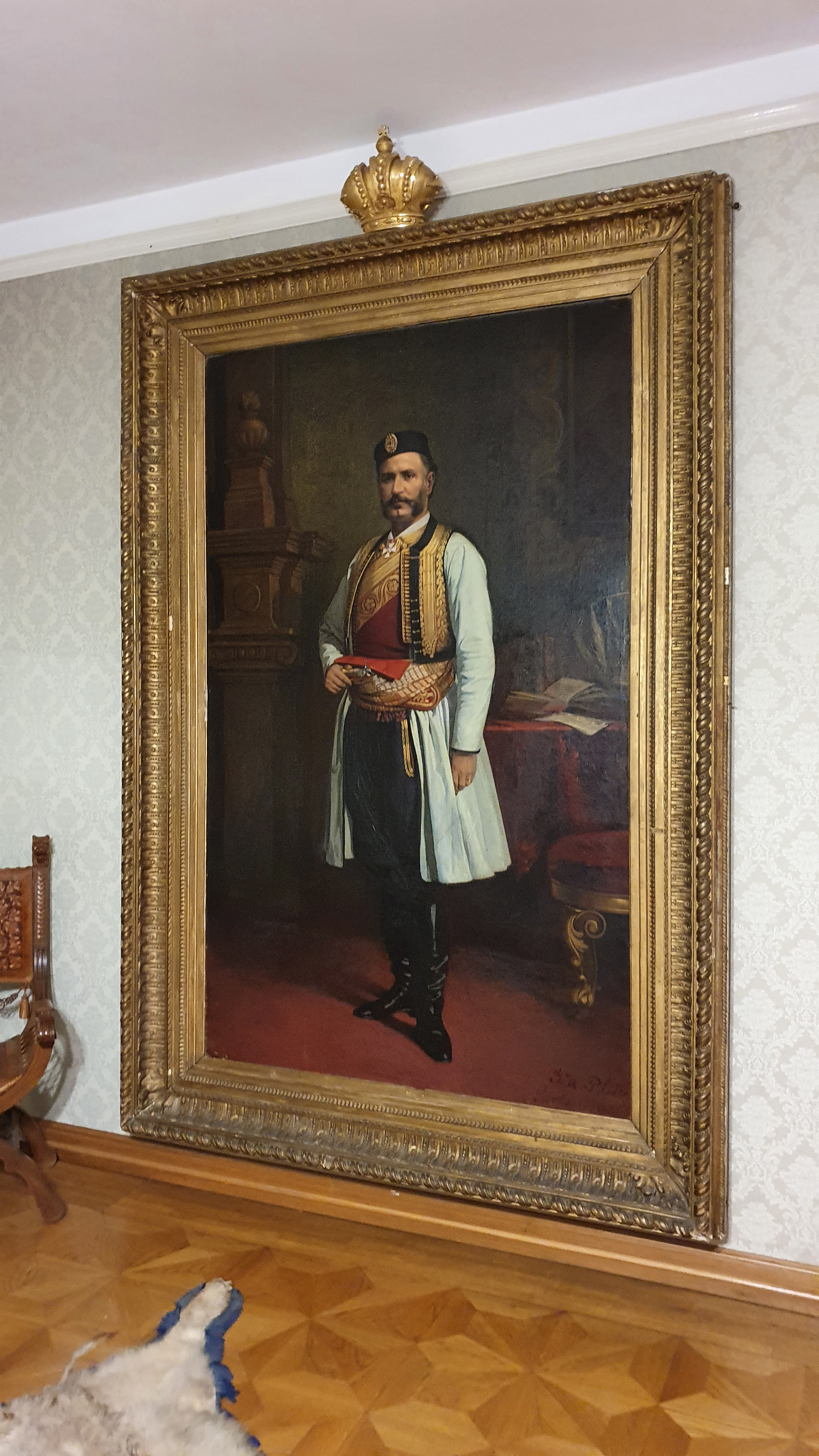
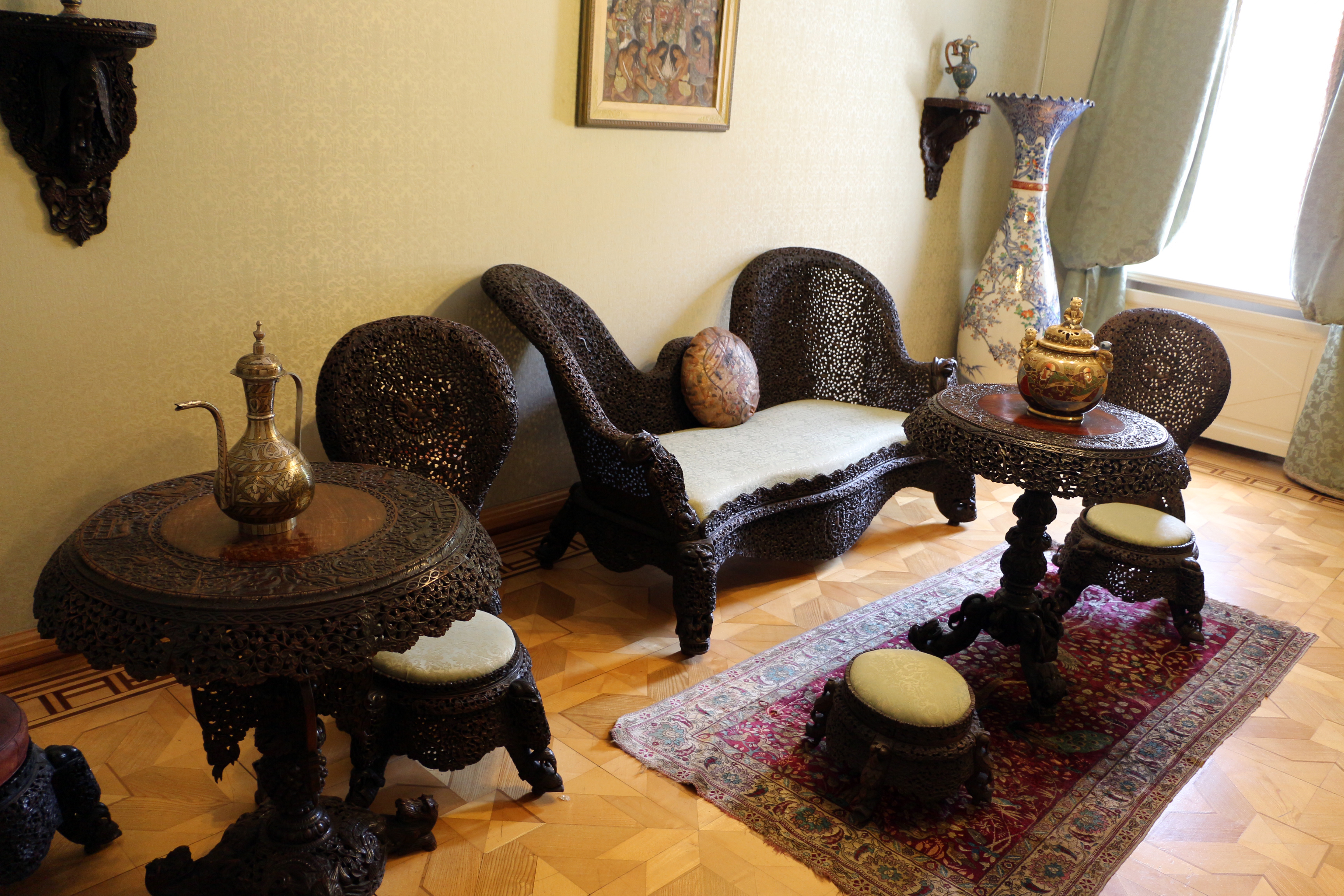
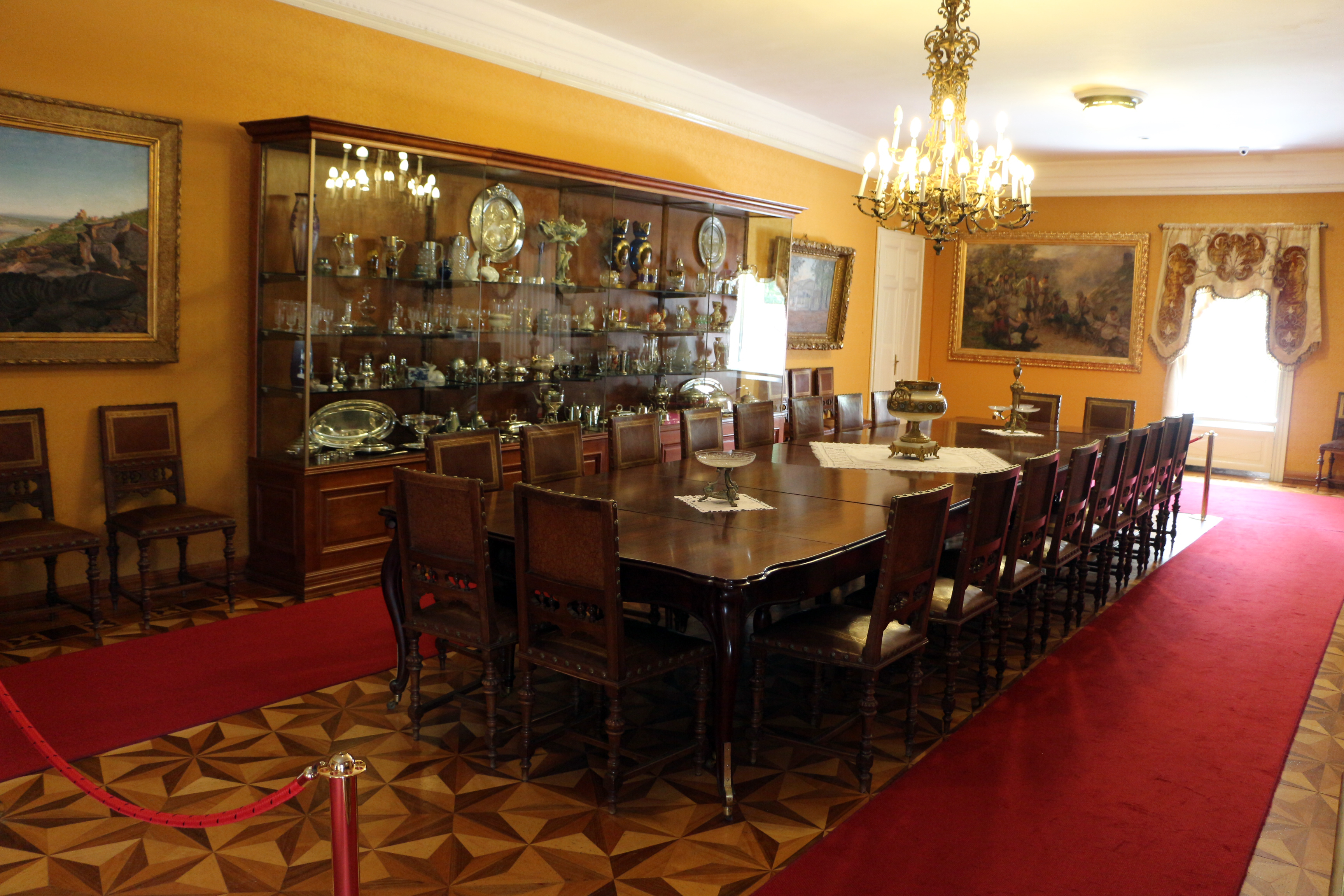